# Pethes György (rendező)
Pethes György (Budapest, 1934. november 23. – Budapest, 1999. november 1.) Jászai Mari-díjas magyar rendező, egyetemi tanár. Több mint 100 darabot rendezett.

## Életpályája
Szülei Pethes Ferenc (1905–1979) színész és Kádár Margit (1906–?) színésznő volt. 1953–1958 között a Színház- és Filmművészeti Főiskola hallgatója volt. 1958-tól majdnem minden vidéki és sok fővárosi színházban dolgozott. 1958-ban a debreceni Csokonai Színház rendezője lett. 1962–1965 között a Nemzeti Színházban rendezett. 1965–1967 között a József Attila Színház rendezője volt. 1967–1969 között a kecskeméti Katona József Színház rendezője volt. 1969–1984 között a Veszprémi Petőfi Színházban volt rendező. 1976-tól a Színház- és Filmművészeti Főiskola tanára, adjunktusa volt. 1984–1986 között a Szegedi Nemzeti Színházban rendezett. 1986-tól a Vidám Színpad rendezője volt.

## Magánélete
1963-ban feleségül vette Agárdy Ilona (1940–2001) színésznőt.

## Színházi rendezései
- Heltai Jenő: Az ezerkettedik éjszaka (1958)
- Kohout: Ilyen nagy szerelem (1958)
- Mihalkov: Vidám álom (1958)
- Eisemann Mihály: Bástyasétány '77 (1959)
- Anouilh: Romeo és Jeannette (1959)
- Kálmán Imre: Montmartrei ibolya (1959)
- Franck: Izabella és a pelikán (1959)
- Garcia Lorca: Bernarda háza (1960)
- Örsi Ferenc: Fekete ventillátor (1960)
- Brecht: Koldusopera (1960)
- Danek: Szemtől szembe (1960)
- Arbuzov: Tánya (1960)
- Miller: Pillantás a hídról (1961)
- Barnassin Anna: Napfogyatkozás (1961)
- Kállai István: Az igazság házhoz megy (1961)
- Shaw: Pygmalion (1962)
- Szigligeti Ede: Liliomfi (1962, 1977, 1996)
- Lope de Vega: A furfangos menyasszony (1963)
- Hubay Miklós: Csend az ajtó mögött (1963)
- Illés-Vas: Rendetlen bűnbánat (1963)
- Kohout: A harmadik nővér (1963)
- Molière: Dandin György (1964)
- Jamiaque: Tengeri malacok (1964)
- Madách Imre: Az ember tragédiája (1964)
- Nádas Gábor: Keménykalaposok (1965)
- Gyárfás Miklós: Egérút (1965)
- Tolsztoj: Feltámadás (1965)
- Nusic: Dr. Pepike (1966)
- Thomas: Szegény Dániel (1966)
- Gyárfás Miklós: Kényszerleszállás (1966)
- Barillet-Grédy: A kaktusz virága (1966, 1968)
- Szomaházy-Békeffi: Új mesék az írógépről (1967)
- Illyés Gyula: Fáklyaláng (1967)
- Raffai Sarolta: Egyszál magam (1967)
- Miller: A bűnbeesés után (1968)
- Molnár Ferenc: Liliom (1968)
- Raffai Sarolta: Diplomások (1969)
- Maugham: Imádok férjhezmenni (1969)
- Molnár Ferenc: Játék a kastélyban (1969)
- Illyés Gyula: Malom a Séden (1970)
- William Shakespeare: Hamlet, dán királyfi (1970)
- Williams: Az ifjúság édes madara (1970)
- Szakonyi Károly: Adáshiba (1970)
- Simon: Furcsa pár (1970)
- Illyés Gyula: Kegyenc (1971)
- Victor Hugo: A királyasszony lovagja (1971)
- Csurka István: Döglött aknák (1971)
- Petőfi Sándor: A helység kalapácsa (1971, 1973-1974, 1977)
- Illyés Gyula: Különc (1972)
- Száraz György: Víztükör (1972)
- Vasziljev: A hajnalok itt csendesek (1972, 1975)
- Illyés Gyula: Az ünnepelt (1973)
- Nagy Ignác: Tisztújítás (1973, 1985)
- Juhász István: Valahol egy sziget (1973)
- Lengyel József: Újra a kezdet (1974)
- Illyés Gyula: Tűvé-tevők (1974)
- Schisgal: Szerelem, óh! (1974)
- Karinthy Ferenc: Hetvenes évek (1974)
- Mesterházi Lajos: Pesti emberek (1975)
- Monnot: Irma, te édes! (1975)
- Száraz György: A megoldás (1976)
- Shaw: A széptevő (1976)
- Molnár Ferenc: A testőr (1976)
- Katona József: Bánk bán (1976)
- Csurka István: Eredeti helyszín (1977)
- Rahmanov: Viharos alkonyat (1977)
- Móricz Zsigmond: Odysseus bolyongásai (1978)
- Molnár Ferenc: Előjáték Lear királyhoz (1978)
- Molnár Ferenc: Marsall (1978)
- Molnár Ferenc: Az ibolya (1978)
- Karinthy Ferenc: Gellérthegyi álmok (1978, 1994)
- William Shakespeare: Macbeth (1979)
- Karinthy Ferenc: Házszentelő (1979)
- Habeck-Adameck: Egy perc volt az életünk (1980)
- Lawler: A tizenhetedik baba nyara (1980)
- Marceau: A tojás (1980, 1994)
- William Shakespeare: Vízkereszt, vagy amit akartok (1980)
- Németh László: Széchenyi (1981)
- Csurka István: Házmestersirató (1981)
- Darvas József: Részeg eső (1982)
- Tabi László: Pardon, százegy percre! - Tabi László szerzői estje (1982)
- Vaszary Gábor: Bubus (1982)
- Anouilh: Euridiké (1982)
- Eisemann Mihály: Én és a kisöcsém (1983, 1996)
- Schiller: Ármány és szerelem (1984)
- Ránki György: Egy szerelem három éjszakája (1985)
- Görgey Gábor: Galopp a vérmezőn (1985)
- Mrozek: Ház a határon (1985)
- Cooney: Páratlan páros (1985)
- Simon: A napsugár fiúk (1986)
- Hartog: Családi ágy (1986)
- Slade: Romantikus komédia (1986)
- Poiret: Kellemes húsvéti ünnepeket! (1986)
- Kellér-Verebes: Kellér... (1986)
- Voith-Gálvölgyi:...és a többiek (1986)
- Hofi Géza: Élelem bére (1987)
- Görgey Gábor: Szexbogyó (1988)
- Kander-Ebb: Zorba (1988)
- Paso: Ön is lehet gyilkos! (1989, 1994)
- Praxy: Hölgyeim, elég volt! (1990)
- Móricz Zsigmond: Nem élhetek muzsikaszó nélkül (1991)
- Pozsgai Zsolt: Törődj a kerttel! (1993)
- Szabó Magda: Régimódi történet (1994)
- Geyer: Gyertyafénykeringő (1994)
- Békeffi István: A régi nyár (1996)

## Filmjei
- Fáklyaláng (1963)
- Menyegző (1963)
- A végzet asszony (1983)